# James Allison junior
James Allison Jr. (* 4. Oktober 1772 bei Elkton, Cecil County, Province of Maryland; † 17. Juni 1854 in Beaver, Pennsylvania) war ein US-amerikanischer Politiker. Zwischen 1823 und 1825 vertrat er den Bundesstaat Pennsylvania im US-Repräsentantenhaus.

## Werdegang
Im Jahr 1774 zog James Allison mit seinen Eltern in das Washington County in Pennsylvania. Im Alter von 17 Jahren schrieb er sich an der School of David Johnson in Beaver ein. Später nahm er an einem Indianerkrieg im Bedford County teil. Nach einem Jurastudium und seiner 1796 erfolgten Zulassung als Rechtsanwalt begann er in Washington (Pennsylvania) in diesem Beruf zu arbeiten. 1803 zog er wieder nach Beaver, wo er weiterhin als Anwalt praktizierte. Zwischen 1803 und 1809 fungierte er als Bezirksstaatsanwalt im Beaver County. Politisch war er Mitglied der Demokratisch-Republikanischen Partei. In den 1820er Jahren schloss er sich der Bewegung um den späteren Präsidenten Andrew Jackson an.
Bei den Kongresswahlen des Jahres 1822 wurde Allison im damals neu eingerichteten 16. Wahlbezirk von Pennsylvania in das US-Repräsentantenhaus in Washington, D.C. gewählt, wo er am 4. März 1823 sein neues Mandat antrat. Nach einer Wiederwahl konnte er bis zu seinem Rücktritt im Jahr 1825 im Kongress verbleiben. Nach seiner Zeit im US-Repräsentantenhaus betätigte sich Allison bis 1848 wieder als Anwalt; dann zog er sich in den Ruhestand zurück. Er starb am 17. Juni 1854 in Beaver, wo er auch beigesetzt wurde. Sein Sohn John (1812–1878) wurde ebenfalls Kongressabgeordneter.